# 全尼泊尔民族自由学生联盟
全尼泊尔民族自由学生联盟是尼泊尔的一个共产主义学生组织。
全尼泊尔民族自由学生联盟成立于1965年，后分裂为多个组织，都以“全尼泊尔民族自由学生联盟”为名。其中，规模最大的一个隶属于尼泊尔共产党（联合马列），现今所称“全尼泊尔民族自由学生联盟”一般指该组织。该组织以马克思列宁主义为指导思想。该组织是世界民主青年联盟的成员。